# Hideaki Takeda
Hideaki Takeda (født 22. maj 1985) er en tidligere japansk fodboldspiller.
Han har spillet for flere forskellige klubber i sin karriere, herunder Fagiano Okayama.